# جارفيس براون
جارفيس براون (بالإنجليزية: Jarvis Brown)‏ هو لاعب كرة قاعدة أمريكي، ولد في 26 مارس 1967 في وكغن في الولايات المتحدة.

## وصلات خارجية
- جارفيس براون على موقعبيزبول رفرنس.كوم (الدوري الرئيسي) (الإنجليزية)
- جارفيس براون على موقعبيزبول رفرنس.كوم (الدوري الثانوي) (الإنجليزية)
- جارفيس براون على موقع مشجعي الرسوم البيانية (الإنجليزية)